# Testtool
Een testtool is een hulpmiddel (tool) dat gebruikt wordt bij het testen van bijvoorbeeld software.
De meest voorkomende testtools zijn middelen voor het geautomatiseerd testen. Hierbij wordt met behulp van scripts een beginsituatie gemaakt en data ingelezen. Dit wordt gebruikt bij bijvoorbeeld een stresstest waarbij een systeem zwaar moet worden belast. Voordeel van dit soort testtools is dat een test eenvoudig herhaalbaar is. Ook worden testtools veel gebruikt voor regressietesten.
Andere testtools die gebruikt worden zijn programma's voor het beheer van bevindingen.